# Liste der Naturdenkmäler im Bezirk Hallein
Die Liste der Naturdenkmäler im Bezirk Hallein listet alle als Naturdenkmal ausgewiesenen Objekte im Bezirk Hallein im Bundesland Salzburg auf.

## Naturdenkmäler
| Foto |                 | Name                                     | ID       | Standort | Beschreibung | Fläche   | Datum      |
| ---- | --------------- | ---------------------------------------- | -------- | --- | --- | -------- | ---------- |
| 1    | Datei hochladen | Aubachfall                               | NDM00145 | Abtenau, Scheffau am Tennengebirge KG: Rigaus bzw. Weitenau GrStNr: 1118/1; 701/1; 703/5; 704/2 bzw. 790/2; 639/8; 639/1; 641/1; 641/3; 641/5; 644/8; 644/9 Standort | Der Aubach stürzt im Bereich des Aubachfalls zunächst über eine 15 m hohe Steilstufe aus Gutensteiner Dolomit in ein gekolktes Tosbecken. Danach schließen sich eine 10 Meter hohe, zweite Felsstufe, eine 15 bis 20 Meter hohe dritte Stufe und eine 40 bis 50 m hohe vierte Stufe an.                           | 5,38 ha  | 26.06.1977 |
| 1    | Datei hochladen | Spulmoos am Radochsberg                  | NDM00151 | Abtenau KG: Schorn GrStNr: 200/1 Standort | Das Spulmoos liegt auf rund 910 Metern Seehöhe, wobei die Moortiefe zwischen 2 und 3,5 Metern umfasst. Der Standort verschiedener, seltener Pflanzen wurde zwischen 1907 und 1979 durch Torferzeugung beeinflusst.                                                                                                | 1,52 ha  | 16.06.1978 |
| 1    | Datei hochladen | Gletscherschliff in Adnet „Kirchenbruch“ | NDM00064 | Adnet KG: Adnet GrStNr: 47/1; 153 Standort | Der Gletscherschliff spiegelt die Bewegungen der eiszeitlichen Gletscher wider. Er befindet sich unmittelbar beim Ort Adnet, hier wurde im „Kirchenbruch“ Adneter Marmor abgebaut. Im weiteren Verlauf der Felswände, gegen Süden, liegen die Gletscherschliff-Wände frei sichtbar bis zur Nordflanke des Guggen. | 489 m²   | 19.11.1959 |
| 1    | Datei hochladen | Wiestal-Klamm                            | NDM00126 | Adnet, Puch bei Hallein KG: Hinterwiestal bzw. Wimberg GrStNr: 606/1; 68/5; 605; 57/5; 55; 57/2; 56; 277; 281; 282; 292/1; 293; 1188/4 ff. Standort                  | Die Wiestal- oder Almbach-Klamm ist eine in Dolomitgestein liegende Klamm mit einer Länge von 1625 Metern. | 12,82 ha | 12.11.1974 |
| 1    | Datei hochladen | Salzachöfen                              | NDM00186 | Golling KG: Obergäu bzw. Torren GrStNr: 23/4; 23/2; 23/6; 24/2; 12/2; 23/5 bzw. 672/5; 577/43 ff. Standort                                                           | → Hauptartikel : Salzachöfen f1 | 21,24 ha | 01.07.1982 |
| 1    | Datei hochladen | Gollinger Wasserfall                     | NDM00197 | Golling, Kuchl KG: Weißenbach bzw. Torren GrStNr: 830 bzw. 673 Standort                                                                                              | Der Wasserfall besteht aus zwei hintereinander liegende Wasserfällen, die von einer Karsthöhle gespeist werden. Die Fallhöhe beträgt 76 m. | 3,01 ha  | 17.05.1985 |
| 0 BW | Datei hochladen | Predigtstuhl am Dürrnberg                | NDM00169 | Hallein KG: Dürnberg GrStNr: 627/1 Standort | Der Predigtstuhl liegt im Abstwald auf dem Dürrnberg und wurde vor 1686 als geheime Predigtstätte genutzt. | 5 m²     | 13.02.1979 |
| 1    | Datei hochladen | Baumgruppe beim Hölzlkreuz               | NDM00107 | Krispl KG: Krispl GrStNr: 00107 Standort | Die Baumgruppe beim Hölzlkreuz besteht aus zwei Sommerlinden und einer Vogelkirsche die 1908 gepflanzt wurden. Mit den Bäumen wurde eine umgebende Grundfläche mit 15 m Radius ab Stamm geschützt. | 0,16 ha  | 07.02.1973 |
| 1    | Datei hochladen | Georgenberg bei Kuchl                    | NDM00066 | Kuchl KG: Georgenberg GrStNr: 1; 117; 198; 199; 200; 12; 13; 14; 116; 2/1; 2/2; 2/3; 2/4; 3; 4; 5/1; 5/2 ff. Standort                                                | Der Georgenberg ist ein rund 1 km langer Höhenrücken aus interglazialem Konglomerat mit deltaförmigen Ablagerungen. | 15,03 ha | 06.12.1960 |
| 0 BW | Datei hochladen | Linde beim Pröllhofgut                   | NDM00168 | Oberalm KG: Oberalm GrStNr: 512 Standort | Die zum Untersuchungszeitpunkt zwischen 200 und 250 Jahre alte Sommerlinde erreichte eine Höhe von 20 m und einen Brusthöhenumfang von 1,30 m. Mit dem Baum wurde eine umgebende Grundfläche mit 10 m Radius ab Stamm mitgeschützt.                                                                               | 314 m²   | 31.01.1979 |
| 1    | Datei hochladen | Bergahorn beim Schartenbauern            | NDM00231 | Puch bei Hallein KG: Thurnberg GrStNr: 733 Standort | Der Bergahorn wies zum Untersuchungszeitpunkt eine Höhe von 25 m, eine Kronenbreite von 18 bis 20 m und einen Brusthöhenumfang von 4,20 m auf, wobei sich der Ahorn in drei Metern Höhe verzweigte. Mit dem Baum wurde eine Grundfläche von 20 m Radius ab Stamm (Grundstücke 731/1, 729, 737) mitgeschützt.      | 0,13 ha  | 07.12.1990 |
| 1    | Datei hochladen | Gletscherschliff in St. Koloman          | NDM00132 | Sankt Koloman KG: Taugl GrStNr: 862; 921/5 Standort | Der Gletscherschliff in St. Koloman wurde beim Ausbau der St. Kolomaner Landesstraße freigelegt. Es handelt sich hierbei um eine 5 m hohe Böschung aus Barmsteinkalk mit einer Sohle aus Oberalmer Mergelkalk. | 1,58 ha  | 29.04.1976 |
| 1    | Datei hochladen | Taugler Strubklamm                       | NDM00217 | Sankt Koloman KG: Tauglboden GrStNr: 338 Standort | Die Taugler Strubklamm ist eine 200 m lange Schlucht der Taugl mit Fundstellen seltener Fossilien. | 2,57 ha  | 25.08.1987 |
| 1    | Datei hochladen | Lammeröfen                               | NDM00143 | Scheffau am Tennengebirge KG: Weitenau bzw. Scheffau GrStNr: 447/1; 448; 449; 686/3; 686/4; 688; 802 ff. bzw. 37/2; 37/5 ff. Standort                                | Die Lammeröfen entstanden durch Wassererosion in einer klammartigen Engstrecke der Lammer. | 18,74 ha | 18.02.1977 |

| Foto:                    | Fotografie des Naturdenkmals. Klicken des Fotos erzeugt eine vergrößerte Ansicht. Daneben finden sich zwei Symbole: \| Weitere Bilder vorhanden \| Das Symbol bedeutet, dass weitere Fotos des Objekts verfügbar sind. Durch Klicken des Symbols werden sie angezeigt. \| \| Eigenes Foto hochladen \| Durch Klicken des Symbols können weitere Fotos des Objekts in das Medienarchiv Wikimedia Commons hochgeladen werden. \| |
| Name:                    | Bezeichnung des Naturdenkmals laut offiziellen Quellen |
| ID                       | Identifikator |
| Standort:                | Es ist die Gemeinde und falls vorhanden die Adresse angegeben. Darunter sind die Katastralgemeinde (KG) und die Grundstücksnummer angeführt. Durch Aufruf des Links Standort wird die Lage des Denkmals in verschiedenen Kartenprojekten angezeigt. |
| Beschreibung             | Kurze Beschreibung des Naturdenkmals |
| Fläche                   | Fläche des Naturdenkmals in Hektar (ha) |
| Datum                    | Datum oder Jahr der Unterschutzstellung |
| Weitere Bilder vorhanden | Das Symbol bedeutet, dass weitere Fotos des Objekts verfügbar sind. Durch Klicken des Symbols werden sie angezeigt. |
| Eigenes Foto hochladen   | Durch Klicken des Symbols können weitere Fotos des Objekts in das Medienarchiv Wikimedia Commons hochgeladen werden. |